# سجلات اكاشيك من مدرب السحر النذل
سجلات اكاشيك من مدرب السحر النذل (ロクでなし魔術講師と禁忌教典 Roku de Nashi Majutsu Kōshi to Akashikku Rekōdo) هي رواية خفيفة يابانية من تأليف تارو هيتسوجي ورسم كوروني ميشيما. نشرت من قبل فوجيمي شوبو، ثماني مجلدات منذ يوليو 2014 من مطبعة فوجيمي فانتازيا بونكو. المانغا من رسم أوسا تسونيمي وبدأت سلسلة في مجلة شونن تابعة لمجلة كادوكاوا شوتين شونن «شونن إيس» من 26 مارس 26 2015، وجمعت في مجلدي تانكوبون. وبدأ بث مسلسل الأنمي من إنتاج ليدين فيلمز في أبريل 2017.

## القصة
تدور أحداث القصة عن سيستين فيبل، مستعملة سحر نبيلة وصديقتها المفضلة رومية تينغل. يرتادان أكاديمية الإمبراطورية ألزانو جنوب إمبراطورية ألزانو وهي من أبرز المدارس السحرية بالعالم حيث يتسنّى للطلبة أن يتعلّموا أفضل أشكال السحر. كلّ من يسعون لتعلّم السحر يحلمون ارتياد هذه الأكاديمية كما أنّ طلّابها وأساتذتها فخورون بكونهم جزءًا من تاريخها الذي يعود لـ400 سنة. أملا في كشف سر أسطورة قلعة سماء. وبعد أن تقاعد معلمها المفضل. تصدم بالمعلم البديل «غلين ريداس» الكسول والغبي، والذي لا يبدوا جدير بمهمة التعليم.

## شخصيات
غلين رادرز (グレン レーダス Guren Rēdasu)
أداء صوتي: شوما سايتو
غلين كسول، ودائما يشعر بالملل من كل شيء. أتى كبديل لأستاذ يدرس القسم 2، بعد تقاعد أستاذهم المفضل. بينما يبدو غير كفؤ، لكن في الحقيقة هو ماهر في السحر، لكن ليس بالمعنى التقليدي. غلين عاطفي تجاه السحر كما سيستين لكنه أصيب بخيبة أمل ناجمة عن ماضيه حيث كان يريد أن يصبح ساحر عدل ولكنه فشل بذلك بسبب الأعداء الأشرار وقد كان معروفا ب«المخادع». أكتشف بعد ذلك أنه طور قدرته السحرية الخاصة، المسمات «عَالَمُ المخادع» التي تمكنه من إيقاف تفعيل كل سحر داخل قطر محدد، على حسب رغبته. أيا كان، هذا لا يبطل التعاويذ الملقية قبلا. هو يستعملها لإيقاف الأعداء من استعمال سحرهم من ثم يهزمهم باستعمال تفوقه في مهارات قتالية. هو لا يستطيع استعمال مهاراته قتالية السحرية بطلاقة بسبب ذلك، لكن عنده فهم عميق لكل أنواع السحر، التي تجعله معلما جيد.
سيستين فيبل (システィーナ フィーベル Shisutīna Fīberu)
أداء صوتي: أكاني فوجيتا
رومية تينغل (ルミア ティンジェル Rumia Tinjeru)
أداء صوتي: يومي مياموتو
رييل رايفورد (リィエル レイフォード Ryieru Reifōdo)
أداء صوتي: أري أزاوا
ألبرت فرازر (アルベルト フレイザー Aruberuto Fureizā)
أداء صوتي: هيروشي تاكاهاشي
سيليكا أرفونيا (セリカ アルフォネア Serika Arufonea)
أداء صوتي: إري كيتامورا

### تلاميذ غلين
غبول ويزدن (ギイブル ウィズダン Giiburu Wizudan)
أداء صوتي: يوتارو هونجو
ويندي ناربريس (ウェンディ ナーブレス Wendi Nāburesu)
أداء صوتي: يوي إشيكاوا
كاش وينغر (カッシュ ウィンガー Kasshu Wingā)
أداء صوتي: جونيا إنوكي
لين تيتيس (リン ティティス Rin Titisu)
أداء صوتي: ميغومي ياماغوتشي
سيسيل كلايتون (セシル クレイトン)
أداء صوتي: جونإتشي توكي
تيريسا رييدي (テレサ レイディ Teresa Reidi)
أداء صوتي: ماسمي تازاوا
رود ريبل (ロッド リブリー Roddo Riburī)
أداء صوتي: يوسكي سودا
كاي فانيس (カイ ファニス Kai Fanisu)
أداء صوتي: فوكشي أتشياي
ألف موبس (アルフ モップス Arufu Mobbusu)
أداء صوتي: يوسكي سودا
بيكس (ビックス ガヤス Bikkusu Gayasu)
سيسر (シーサー エキストラト Shīsā Ekisutorato)

### شخصيات أخرى
أليسيا السابعة (アリシア七世 Arishia Nanase)
أداء صوتي: ساوري أونيشي
ريك وارغن (リック ウォーケン Rikku Wōgen)
أداء صوتي: جين يوراياما
هالي أستري (ハーレイ アストレイ Hārei Astorei)
أداء صوتي: شينجي كاوادا
زيلوس دراغهورت (ゼーロス ドラグハート Zērosu Doraguhāto)
أداء صوتي: أتسويو هاسيغاوا
إللينور تشارلت (エレノア シャーレット Erenoa Shāretto)
أداء صوتي: يوكو هيكاسا

## ميديا

### روايات خفيفة
| م. | تاريخ الإصدار   | ردمك                   |
| -- | --------------- | ---------------------- |
| 1  | يوليوز 19, 2014 | ISBN 978-4-04-070231-5 |
| 2  | نونبر 20, 2014  | ISBN 978-4-04-070232-2 |
| 3  | مارس 20, 2015   | ISBN 978-4-04-070515-6 |
| 4  | يوليوز 18, 2015 | ISBN 978-4-04-070516-3 |
| 5  | نونبر 20, 2015  | ISBN 978-4-04-070517-0 |
| 6  | يونيو 18, 2016  | ISBN 978-4-04-070974-1 |
| 7  | أكتوبر 20, 2016 | ISBN 978-4-04-070975-8 |
| 8  | مارس 18, 2017   | ISBN 978-4-04-070976-5 |

### مانغا
| م. | تاريخ الإصدار   | ردمك               |
| -- | --------------- | ------------------ |
| 1  | نونبر 26, 2015  | ISBN 9784041036723 |
| 2  | دجنبر 26, 2015  | ISBN 9784041036730 |
| 3  | ماي 26, 2016    | ISBN 9784041044292 |
| 4  | أكتوبر 26, 2016 | ISBN 9784041044308 |
| 5  | مارس 25, 2017   | ISBN 9784041044315 |

### أنمي
أعلن عن أنمي في مارس 2016، الحلقات من إنتاج liden films وإخراج ميناتو كازوتو، مع كاتبة السيناريو لتوكو ماتشيدا، تصميم شخصيات لساتوشي كيمورا وتأليف أغاني لهيرواكي تسوتسومي. عرض لأول مرة في أبريل 4، 2017. وستعرض 12 حلقة. أغنية البداية هي "Blow Out" غناء كونومي سوزوكي، وأغنية النهاية هي "Precious You" غناء أري أوزاوا.
| رقم حلقة | عنوان                                                                 | تاريخ البث الأصلي |
| -------- | --------------------------------------------------------------------- | ----------------- |
| 1        | «النذل متحجر» "Yaruki no nai roku de nashi" (やる気のないロクでなし)  | أبريل 4, 2017     |
| 2        | «فقط أقل قدر من تحفز» "Hon'no wazukana yaruki" (ほんのわずかなやる気) | أبريل 11, 2017    |
| 3        | «المجنون وموت» "Gusha to shinigami" (愚者と死神)                      | أبريل 18, 2017    |
| 4        | «مسابقة السحر» "Majutsu Kyōgi-sai" (魔術競技祭)                       | أبريل 25, 2017    |
| 5        | «الملكة والأميرة» "Joō to Ōjo" (女王と王女)                           | ماي 2, 2017       |
| 6        | «الشر ظهر» "Jaakunaru Sonzai" (邪悪なる存在)                          | ماي 9, 2017       |
| 7        | «بحر النجوم متساقطة» "Hoshi Furu Umi" (星降る海)                      | ماي 16, 2017      |
| 8        | «المجنون والنجمة» "Gusha to hoshi" (愚者と星)                         | ماي 23, 2017      |
| 9        | «سبب للعيش» "Ikiru imi" (生きる意味)                                  | 30 ماي، 2017      |
| 10       | «منقب عن ذهب!؟» "Gyaku tama!?" (逆玉!?)                               | يونيو 6, 2017     |
| 11       | «واجه! معركة فيلق سحرة» "Kessen! Madō heidan-sen" (決戦！魔導兵団戦)  | يونيو 13, 2017    |
| 12       | «بحث عن مكان كل» "Mitsuketa ibasho" (見つけた居場所)                  | يونيو 20, 2017    |

## وصلات خارجية
- الموقع الرسمي
- الموقع الرسمي
- الموقع الرسمي
- سجلات اكاشيك من مدرب السحر النذل على موقع ANN manga (الإنجليزية)

 (بالإنجليزية)

لم يتم العثور على روابط لمواقع التواصل الاجتماعي.